# Cameron (Film)
Cameron (Originaltitel englisch Cameron's Closet) ist ein US-amerikanischer Horrorfilm aus dem Jahr 1988. Er entstand nach dem Roman Cameron's Terror von Gary Brander, der auch das Drehbuch schrieb.

## Handlung
Der zehnjährige Cameron Lansing besitzt psychokinetische Fähigkeiten. Er lebt bei seinem Vater Owen und wird als Versuchskaninchen für parapsychologische Experimente benutzt.
Eines Tages findet Cameron eine Figur Maya-Figur, die er als harmloses Spielzeug einstuft. Beim Spielen mit dieser Figur erweckt er einen bösen Dämon, der den Jungen als Medium benutzt und vorerst in Camerons Wandschrank lebt. Camerons Vater bemerkt, dass er und sein Partner, Ben Majors, bei den Experimenten zu weit gegangen sind und will dem "Spuk" ein Ende bereiten. Dabei wird er grausam getötet.
Cameron zieht daraufhin zu seiner Mutter und ihrem Freund Bob, der Cameron schikaniert. Als Bob, genervt von Camerons Gesprächen mit der Kreatur im Schrank, in diesen schaut, werden seine Augen verbrannt, er wird aus dem Fenster geschleudert und stirbt. Auch die Polizei und die Psychologin Nora Haley werden nun eingeschaltet.

## Kritik
Das Lexikon des internationalen Films urteilte, bei der Produktion handle es sich um einen „[t]hematisch naiven“, jedoch „dicht inszenierte[n] Horrorfilm“. Allerdings werde im Verlaufe des Films „die innere Dichte“ mehr und mehr „zugunsten einschlägiger Effekte veräußerlicht“.